# Markgrevskapet Österrike
Markgrevskapet Österrike var ett markgrevskap i det Tysk-romerska riket som skapades 976 ur territorier som gränsade till kungariket Ungern. Det löd ursprungligen under hertigdömet Bayern och styrdes av markgrevar ur huset Babenberg. När markgrevarna upphöjdes till hertigar 1156 blev Österrike ett eget riksstånd.
Då Karl den stores rike delades (843) blev det område som idag är Österrike med omnejd delar av Ludvig den tyskes rike. Dock underkastade sig kroaterna Östromerska riket, slovenerna blev oberoende, och de nordligare boende slaverna samlades av den mähriske fursten Svatopluk (död 894) i ett kortvarigt stormähriskt rike. Detta föll för de omkring 900 västerut framryckande ungrarna, som även översvämmade Pannonien och Ostmark (Österrike) och härjande trängde in i Bayern, Thüringen och Hertigdömet Sachsen. Men efter deras nederlag mot tyske kejsaren Otto I på Lechfältet (955) drevs de tillbaka, och tyska markgrevar uppträdde åter i Ostmark.
Med markgreve Luitpold I av Babenberg (976–994) tillträdde den berömda babenbergska ätten herraväldet över Ostmark, närmast som län under Bayern. Residenset var till en början den från ungrarna erövrade staden Melk. Leopolds son Henrik I av Österrike (994–1018) utvidgade landet till Wienerwald. I en urkund från 996 finner man för första gången Österrike (Ostarichi) som benämning på babenbergarnas land.
Henriks broder Adalbert av Österrike (1018–1055) flyttade gränsen till Leitha och March, och ytterligare landvinningar gjordes av dennes son Ernst (1055–1075) och sonson Luitpold II av Österrike (1075–1096). Dennes son Leopold III den helige (1096–1137) gifte sig med kejsar Henrik V:s syster Agnes, änka efter den hohenstaufenske hertigen Fredrik av Schwaben, varigenom babenbergarna blev nära befryndade med den nya kejsarätten. Han byggde en borg på Leopoldsberg invid Wien. Konung Konrad III gav åt sin halvbror, babenbergaren Leopold IV (1137–1141) Bayern, vilket land fråndömdes welferna; dock återlämnades det till welfern Henrik Lejonet av Leopold IV:s bror Henrik Jasomirgott (1141–1177) i samband med att Österrike blev hertigdöme och befriades från sitt gamla beroende av Bayern (1156).